# Uma Aaltonen
Uma Aaltonen (n. 28 august 1940, Vihti, Finlanda - d. 13 iulie 2009, Helsinki, Finlanda) a fost un om politic finlandez, membră al Parlamentului European în perioada 1999-2004 din partea Finlandei. 
1. ↑  Uma Aaltonen on kuollut (în finlandeză), Helsingin Sanomat[*], 13 iulie 2009
2. ↑  Uma AALTONEN (în engleză), Deputații în Parlamentul European, accesat în 29 decembrie 2019